# Burgenländische Heimatblätter
Die Burgenländischen Heimatblätter  sind eine vierteljährlich erscheinende Publikation zur Heimatkunde des Burgenlandes. Herausgeber ist das Burgenländische Landesarchiv und die Burgenländische Landesbibliothek im Rahmen ihrer Agenda als „Landeskundliche Forschungsstelle“. Die Heimatblätter erschienen ab 1927 zunächst unter dem Namen „Mitteilungen des Burgenländischen Heimat- und Naturschutzvereins“ und „Burgenland – Vierteljahreshefte für Landeskunde, Heimatschutz und Denkmalpflege“. Seit 1932 führt die Zeitschrift den Namen „Burgenländische Heimatblätter“.
Inhaltlich verstehen sich die Heimatblätter als universalwissenschaftliche Publikation für sämtliche Sparten der Landeskunde. Es werden volkskundliche Beobachtungen, naturwissenschaftliche und historische Themen bearbeitet. Die burgenländischen Heimatblätter sind für alle Autoren offen konzipiert, die für den Inhalt selbst verantwortlich sind. Unter den Autoren finden sich bedeutende burgenländische Heimatforscher wie der frühere Direktor des burgenländischen Landesarchivs und der Landesbibliothek Josef Karl Homma.
Zu den ersten 80 Jahrgängen sind zwei Registerbände erschienen. Für die Redaktion der Burgenländischen Heimatblätter zeichnet aktuell Jakob Michael Perschy verantwortlich.

## Redaktionsleitung
- ?–1957[3] Josef Karl Homma
- 1958[4]–1963 August Ernst
- 1963–1979[5] Johann Seedoch
- 1980–1986[6] Felix Tobler
- 1986–1998[7] Hans Chmelar
- 1998–2002[7] Jakob Michael Perschy
- 2003–2008[6] Felix Tobler
- ?–(mind. 2024)[2] Jakob Michael Perschy